# Mario Party 7
Mario Party 7 är titeln på ett spel släppt av Nintendo och är avsett att spelas på en GameCube. Precis som i förra spelet (Mario Party 6) får man en GameCube-mikrofon till detta spelet. Detta är även det fjärde, och sista, av Mario Party-spelen som släpptes till GameCube.
Detta är det första Mario Party-spelet man kan spela mer än 4 personer på. Det är om man väljer "Party Cruise" eller "Deluxe Cruise" som man välja mellan 8 olika karaktärer. Som känt kan man endast koppla in 4 kontroller till sitt GameCube, men för att kunna spela 8 personer får man dela på kontrollerna (2 personer på samma kontroll). Spelare 1 får då ta hand om L-knappen och analogspaken, medan spelare 2 får ta hand om R-knappen och den gula analogspaken (C-spaken).